# Physisporinus
Physisporinus is een geslacht van schimmels behorend tot de familie Meripilaceae. De typesoort is Physisporinus vitreus. De naam van het geslacht werd voor het eerst geldig gepubliceerd door de Finse mycoloog Petter Karsten in 1889.

## Soorten
Volgens Index Fungorum telt dit geslacht elf soorten (peildatum augustus 2023):
| Soortnaam                                   | Auteur(s)                     | Publicatiejaar |
| ------------------------------------------- | ----------------------------- | -------------- |
| Physisporinus africanus                     | Decock & Ryvarden             | 2021           |
| Physisporinus carneopallens                 | (Berk.) Murrill               | 1947           |
| Physisporinus castanopsidis                 | Jia J. Chen & Y.C. Dai        | 2021           |
| Physisporinus cataractus                    | Ryvarden                      | 2019           |
| Physisporinus crataegi                      | F. Wu, Jia J. Chen & Y.C. Dai | 2017           |
| Physisporinus lavendulus                    | F. Wu, Jia J. Chen & Y.C. Dai | 2017           |
| Physisporinus resinosus                     | Ipulet & Ryvarden             | 2005           |
| Physisporinus roseus                        | Jia J. Chen & Y.C. Dai        | 2021           |
| Physisporinus subcrocatus                   | F. Wu, Jia J. Chen & Y.C. Dai | 2017           |
| Physisporinus tibeticus                     | F. Wu, Jia J. Chen & Y.C. Dai | 2017           |
| Physisporinus vitreus (Glazige buisjeszwam) | (Pers.) P. Karst.             | 1889           |